# Jacques Joseph Viennet
Pour les articles homonymes, voir Viennet.
Jacques Joseph Viennet, né le 14 avril 1734 à Béziers, mort le 12 août 1824 dans la même ville, est un homme politique de la Révolution française.

## Biographie
Il était issu d'une famille d'origine italienne, qui remonterait à un lieutenant de Didier, roi des Lombards. À l'âge de 18 ans, il fut gratifié d'un canonicat au chapitre de Capestang, mais il y renonça deux ans plus tard, pour embrasser la carrière des armes, entrant comme officier dans le régiment des dragons du Languedoc. Il fit les campagnes de Hanovre (1757-1759) et participa aux derniers conflits de la guerre de Sept Ans. À la fin de celle-ci, en 1763, son régiment fut licencié, et il vécut alors dans la retraite jusqu'à la Révolution française.
Il était le père de Jean-Pons-Guillaume Viennet et le frère du prêtre Louis Esprit Viennet, qui fut, pendant quarante ans, curé de l'église Saint-Merry à Paris, et qui, en 1790, prêta serment à la constitution civile du clergé.

### Mandat à la Législative
La France devient une monarchie constitutionnelle en application de la constitution du 3 septembre 1791. 
Le même mois, Jacques Joseph Viennet, alors officier municipal de Béziers, est élu député du département de l'Hérault, le huitième sur neuf, à l'Assemblée nationale législative. 
Il siège sur les bancs de la gauche de l'Assemblée. En mars 1792, il vote en faveur de la mise en accusation de Bertrand de Molleville, le ministre de la Marine. En avril, il vote pour que les soldats du régiment de Châteauvieux qui s'étaient mutinés lors de l'affaire de Nancy, soient admis aux honneurs de la séance. En août, il vote en faveur de la mise en accusation du marquis de La Fayette. 

### Mandat à la Convention
La monarchie prend fin à l'issue de la journée du 10 août 1792 : les bataillons de fédérés bretons et marseillais et les insurgés des faubourgs de Paris prennent le palais des Tuileries. Louis XVI est suspendu et incarcéré, avec sa famille, à la tour du Temple.
En septembre 1792, Jacques Joseph Viennet est réélu député de l'Hérault, le quatrième sur neuf, à la Convention nationale.

Il siège sur les bancs de la Plaine et affiche des proximités avec les partisans de la Gironde. Lors du procès de Louis XVI, il vote « la réclusion, puis le bannissement » et se prononce en faveur de l'appel au peuple et en faveur du sursis à l'exécution de la peine. Il répond, lors du troisième appel nominal, relatif à la peine qui sera infligée à Louis XVI : 
La réclusion jusqu'à la paix ou jusqu'à ce que les puissances de l'Europe aient reconnu l'indépendance de la République ; le bannissement alors sous peine de mort.
Le 13 avril 1793, il vote en faveur de la mise en accusation de Jean-Paul Marat. Celui-ci le dénonce, un mois plus tard dans son journal, comme « membre de la faction des hommes d’État ». Le 28 mai, il vote en faveur du rétablissement de la Commission des Douze. 
Le 7 nivôse an III (le 27 décembre 1794), il est élu membre de la Commission des Vingt-et-Un, chargée d'examiner la conduite des anciens membres du Comité de Salut public (Bertrand Barère, Jacques-Nicolas Billaud-Varenne et Jean-Marie-Collot d'Herbois) et du Comité de sûreté générale (Marc Vadier).

### Sous le Directoire
Sous le Directoire, en vendémiaire an IV (octobre 1795), Jacques Joseph Viennet est réélu député et siège au Conseil des Anciens. Le 1er brumaire an V (le x octobre 1796), il est élu secrétaire du Conseil aux côtés de Jean-François Delmas, et d'Augustin de Kervélégan sous la présidence de Jean-Girard Lacuée.
Il est tiré au sort pour quitter le Conseil le 1er prairial an VI (le 20 mai 1798). Il retourne à la vie privée après l'exercice de ce mandat. 